# NGC 4287
NGC 4287 est une galaxie spirale située dans la constellation de la Vierge. NGC 4287 a été découverte par l'astronome allemand Albert Marth en 1886.

## Caractéristiques
NGC 4287 présente une large raie HI et elle renferme également des régions d'hydrogène ionisé.

### Distance
Sa vitesse par rapport au fond diffus cosmologique est de 2 501 ± 24 km/s, ce qui correspond à une distance de Hubble de 36,9 ± 2,6 Mpc (∼120 millions d'al).
À ce jour, deux mesures non basées sur le décalage vers le rouge (redshift) donnent une distance de 28,800 ± 0,424 Mpc (∼93,9 millions d'al), ce qui est à l'extérieur des valeurs de la distance de Hubble. Notons cependant que c'est avec la valeur moyenne des mesures indépendantes, lorsqu'elles existent, que la base de données NASA/IPAC calcule le diamètre d'une galaxie et qu'en conséquence le diamètre de NGC 4287 pourrait être d'environ 17,4 kpc (∼56 800 al) si on utilisait la distance de Hubble pour le calculer.

## Groupe de NGC 4261 et de M60
Selon un article publié en 2006 par Chandreyee Sengupta et Ramesh Balasubramanyam, NGC 4287 est une galaxie brillante dans le domaine des rayons X et elle fait partie du groupe de NGC 4261 qui comprend au moins 27 autres galaxies brillantes également dans le domaine des rayons X. On trouve parmi ses membres les galaxies NGC 4180, NGC 4197, NGC 4215, NGC 4223, NGC 4233, NGC 4255, NGC 4260, NGC 4261, NGC 4269, NGC 4277, NGC 4292, IC 3155 et UGC 7411.
Ce groupe est aussi mentionné par A.M. Garcia et la plupart des galaxies retenues par Sengupta et Chandreyee y apparaissent, mais ce n'est pas le cas pour NGC 4287.
Plusieurs galaxies du groupe décrit par Sengupta et Chandreyee apparaissent aussi dans le groupe de M60, un vaste groupe comptant 227 galaxies décrit par Abraham Mahtessian. Mais, NGC 4287 n'y figure pas. Mentionnons toutefois que NGC 4287, comme toutes les galaxies du groupe de M60, fait partie de l'amas de la Vierge.